# Psittacula caniceps
La cotorra de Nicobar (Psittacula caniceps) es una especie de ave psitaciforme de la familia Psittaculidae endémica de las islas Nicobar en el océano Índico.

## Descripción
Con sus 61 cm de longitud (de los cuales más de la mitad corresponden a su larga y puntiaguda cola) la cotorra de Nicobar es el miembro más largo del género Psittacula. Su plumaje es verde salvo en su cabeza que es de color gris, con dos listas negras en el frontal de su rostro, una de ojo a ojo atravesando la frente y otra más ancha que ocupa la garganta y los laterales inferiores de la cabeza. Tiene un pico robusto y muy curvado hacia abajo. El pico de los machos es de color rojo con la punta amarilla, mientras que el de las hembras es negruzco.

## Distribución
Se encuentra únicamente en el subarchipiélago meridional de las islas Nicobar (Gran Nicobar y Pequeña Nicobar, Montschall y Kondul), pertenecientes a la India aunque están situadas al noroeste de Sumatra.